# Arisa Matsubara
Pour les articles homonymes, voir Matsubara.
Arisa Matsubara (松原 有沙, Matsubara Arisa), née le 1er mai 1995, est une footballeuse internationale japonaise.

## Biographie

### En club
Matsubara commence sa carrière en 2018 avec le club du Nojima Stella Kanagawa Sagamihara.

### En équipe nationale
En 2012, elle est sélectionnée en équipe du Japon des moins de 17 ans pour disputer la Coupe du monde féminine des moins de 17 ans en 2012.
Le 27 février 2019, elle fait ses débuts avec l'équipe nationale japonaise lors de la SheBelieves Cup 2019, contre l'équipe des États-Unis. Elle compte 4 sélections et 1 buts en équipe nationale du Japon.

## Statistiques
Le tableau ci-dessous présente les statistiques de Arisa Matsubara en équipe nationale
| Équipe du Japon | Équipe du Japon | Équipe du Japon |
| Année           | Matchs          | Buts            |
| --------------- | --------------- | --------------- |
| 2019            | 4               | 1               |
| Total           | 4               | 1               |